# Brain Age 2: More Training in Minutes a Day!
Brain Age 2: More Training in Minutes a Day!, estilizado como Brain Age2 e conhecido nas regiões PAL como More Brain Training from Dr. Kawashima: How Old Is Your Brain?, é um jogo eletrônico da série Brain Age publicado pela Nintendo para o portátil Nintendo DS. Assim como o antecessor, usa quebra-cabeças do gênero edutainment para estimular o desenvolvimento cerebral. O jogo tem múltiplos reviews.

## Jogabilidade
As atividades do modo Daily Training envolvem exercícios de atenção, raciocínio rápido e algumas vezes, memorização. exercícios novos foram adicionados, como 100 novas partidas no modo sudoku. Além disso, há um jogo de memória no qual você deve memorizar 25 números em 2 minutos, e logo depois preencher as lacunas exatamente como estavam. Também existe um jogo de jokempô, em que o jogador deve falar no microfone "Rock, "Paper" ou "Scisors". E outro exercício que exige que se pressione as teclas de um piano de acordo com as notas musicais mostradas.
Outra novidade é o jogo no estilo tétris, "Virus Buster". Esse minigame só pode ser acessado depois que o usuário completa suas atividades do dia, e não é bem um exercício para treino cerebral, e sim um relaxamento.
Em cada exercício, o jogador deve falar no microfone ou escrever a resposta, usando a caneta Stylus sobre a tela do Nintendo DS.
Brain Age 2 apresenta um sistema melhorado de reconhecimento de voz e de escrita à mão, o que possibilita mais diversão com menos erros do que no jogo anterior, que causou muitas críticas.